# Hossam Arafat (cầu thủ bóng đá)
Hossam Arafat (tiếng Ả Rập: حسام عرفات) (sinh ngày 18 tháng 1 năm 1990) là một cầu thủ bóng đá người Ai Cập. Hiện tại anh thi đấu cho đội bóng tại Giải bóng đá ngoại hạng Ai Cập Ghazl El-Mahalla.

## Sự nghiệp chuyên nghiệp

### Sự nghiệp ban đầu
Arafat khởi đầu sự nghiệp tại El Mansoura trước khi chuyển đến El Zamalek.

### Sự nghiệp quốc tế
Arafat hiện tại thi đấu cho U-20 Ai Cập. Anh dẫn đầu hàng tấn công ở tiền vệ tại Giải vô địch bóng đá U-20 thế giới 2009, diễn ra tại Ai Cập từ 25 tháng 9 đến 16 tháng 10.